# نانسي لينش
نانسي لينش (بالإنجليزية: Nancy Lynch) (و. 1948  م) هي عَالِمَة حاسوب، وأستاذ جامعي أمريكية، ولدت في بروكلين، وهي عضوةٌ في الأكاديمية الأمريكية للفنون والعلوم، والأكاديمية الوطنية للهندسة، ورابطة مكائن الحوسبة.

## التعليم
تعلمت في كلية بروكلين، ومعهد ماساتشوستس للتكنولوجيا.

## جوائز
حصلت على جوائز منها:
- IEEE Emanuel R. Piore Award [الإنجليزية]‏ (2010)
- Knuth Prize [الإنجليزية]‏ (2007)
- جائزة ديكسترا (2007)
- Van Wijngaarden Award  [لغات أخرى]‏ (2006)
- زمالة رابطة مكائن الحوسبة [الإنجليزية]‏ (1997)
- زمالة جمعية للآلات البرمجية.